# Lauwin-Planque
Lauwin-Planque è un comune francese di 1 806 abitanti situato nel dipartimento del Nord nella regione dell'Alta Francia.

## Società

### Evoluzione demografica
Abitanti censiti